# Roque Mesa
Roque Mesa Quevedo (ur. 7 czerwca 1989 w Telde) – hiszpański piłkarz występujący na pozycji pomocnika w hiszpańskim klubie CD Leganés (wypożyczony z Sevilli).